# Пьетрен

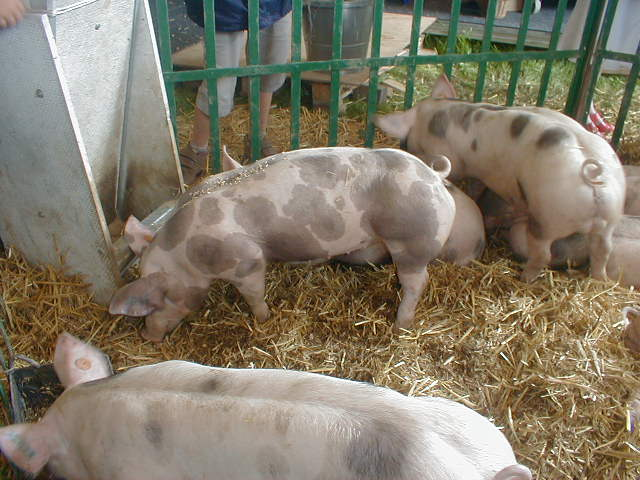

Пьетре́н — порода свиней мясного направления. Своё название получила от небольшой деревни валлонского муниципалитета Жодуань. Эта порода стала популярной в 1950-х годах в трудный период на рынке свиней в 1950-51 годах. Свиньи этой породы были завезены в Германию в 1960-61 гг. Основными регионами разведения в этой стране являются Шлезвиг-Гольштейн, Северный Рейн-Вестфалия и Баден-Вюртемберг. Они широко используются при скрещивании в Германии для улучшения качества производимой свинины.
Порода была улучшена исследователями из Университета Льежа в 2004 году.

## Характеристика
Свиньи породы имеют пёструю окраску, плотное, мускулистое телосложение, достигают около 80 см высоты в холке. Вес взрослых хряков составляет от 230 кг до 260 кг, свиноматки весят 160 — 220 кг. Среднесуточный привес свиней на откорме более 800 граммов. Для набора убойной массы в 100 кг молодняку требуется 160-210 дней.

## Содержание и кормление
Содержать пьетренов необходимо в просторных помещениях, обогреваемых зимой и хорошо вентилируемых летом, так как температуры ниже -5 ℃ и выше +23 ℃ они переносят плохо.
Свиньи пьетрен имеют хороший аппетит, наращивают мышечную массу при невысоких затратах корма: от 2,0-2,5 кормовых единиц на 1 кг привеса в мясной технологии откорма до 3,5-4,0 — в мясо-сальной.

## Воспроизводство
Свиноматки не отличаются высокой плодовитостью. За один опорос полновозрастные свиньи приносят всего около восьми поросят. Плодовитость молодых, ремонтных свинок ещё ниже. Материнские качества также невысоки — низкая молочность не даёт потомству быстро набирать вес во время подсосного периода, а неосторожное поведение самой свиноматки может стать причиной гибели части поросят. Чем старше свинья, тем она лучше выращивает свой выводок, потому свиноматок рекомендуется использовать до тех пор, пока они способны давать и выкармливать потомство. 
Пока потомство под маткой, скорость роста молодняка во многом определяется её молочностью, поэтому в подсосный период свиноматкам рекомендуется скармливать молокогонные корма с высоким содержанием белка и обеспечивать обильное поение. Включение в рацион свиноматки макухи и цельного коровьего молока обычно заметно повышает её молочность, что сразу положительно отражается на среднесуточных привесах подсосного молодняка. Суточный привес поросят с начала прикорма и при полноценном кормлении после отъёма составляет около 400 — 500 г в сутки.
Хряки могут быть использованы в качестве производителей до трёх-, четырёхлетнего возраста. Позже их активность снижается, и качественные показатели семени ухудшаются.

## Применение
В России Пьетрен не прижились также из-за повышенной потребности породы в тепле и плохой устойчивости к простудным заболеваниям. Использование для чистопородного разведения ограничено вследствие невысокой стрессоустойчивости. Порода широко применяется для выведения промышленных кроссов.